# آلتر بریج
آلتر بریج (به انگلیسی: Alter Bridge) یک گروه راک آمریکایی است که از سال ۲۰۰۴ در شهر اورلاندو با چهار عضو اصلی فعالیت خود را آغاز کرد.نام این گروه برگرفته از مکانی است که در شهر دیترویت پس از عبور از یک پل جاده‌ای به نام آلتر قرار دارد که آدرس خانه یکی از اعضای گروه به نام مایلس کندی است.بهترین آلبوم گروه به نام "One Day Remains" بود که در سال ۲۰۰۴ منتشر شد.
آلتر بریج (Alter Bridge) یک گروه راک آمریکایی از شهر اورلاندو در ایالت فلوریدا است. این گروه در سال ۲۰۰۴ توسط خواننده و گیتاریست ریتم، مایلز کندی، گیتاریست لید مارک ترمونتی، نوازنده‌ی گیتار بیس برایان مارشال و درامر اسکات فیلیپس تشکیل شد. ترمونتی و فیلیپس پس از آنکه گروه قبلی‌شان، کرید (Creed) ، در سال ۲۰۰۳ غیر فعال شد، به همراه هم‌گروهی سابق خود مارشال و عضو جدید، کندی، گروه جدیدی تشکیل دادند؛ آلتر بریج به طور رسمی در ژانویه ۲۰۰۴ و چند ماه پیش از انحلال رسمی کرید در ژوئن همان سال معرفی شد.
پس از امضای قرارداد با شرکت "Wind-up Records"، آلتر بریج اولین آلبوم خود با نام "One Day Remains" را در آگوست ۲۰۰۴ منتشر کرد. بخش عمده‌ای از این آلبوم در سال پیش توسط ترمونتی نوشته شده بود. این آلبوم نقدهای متوسطی دریافت کرد اما توانست به رتبه‌ی پنجم "بیلبورد ۲۰۰" در آمریکا برسد و در نوامبر ۲۰۰۴ از سوی "انجمن صنعت ضبط موسیقی آمریکا"(RIAA) گواهی طلا دریافت کند. آلبوم دوم گروه با نام "Blackbird" در سال ۲۰۰۷ منتشر شد و نقدهای مثبت‌تری دریافت کرد؛ این آلبوم آغازگر همکاری بلندمدت گروه با تهیه‌کننده "مایکل بسکت" بود. بلک‌برد در ایالات متحده به رتبه‌ی ۱۳ رسید و در بریتانیا گواهی نقره دریافت کرد.
پس از فعالیت‌های اعضا در پروژه‌های جانبی و گروه‌های دیگر، آلتر بریج در سال ۲۰۱۰ آلبوم "AB III" را منتشر کرد. این آلبوم از طریق شرکت "Roadrunner Records" عرضه شد و با تحسین منتقدان و موفقیت تجاری همراه بود. تک‌آهنگ اصلی آن با نام "Isolation" صدرنشین جدول "Mainstream Rock  بیلبورد" شد. در سال ۲۰۱۳ در حالی که اعضا همچنان زمان خود را میان پروژه‌های مختلف تقسیم می‌کردند، آلبوم "Fortress" با بازخوردهای مثبت بیشتری عرضه شد. آلبوم "The Last Hero" در سال ۲۰۱۶ از طریق شرکت "Napalm Records" منتشر شد و نخستین آلبوم آن‌ها پس از اولین آلبومشان بود که وارد ۱۰ آلبوم برتر جدول "بیلبورد ۲۰۰" شد و همچنین برای نخستین بار در جمع ۵ آلبوم برتر جدول آلبوم‌های بریتانیا قرار گرفت. ششمین آلبوم استودیویی آن‌ها، "Walk the Sky" در سال ۲۰۱۹ منتشر شد و نسخه‌ی تکمیلی آن به نام "Walk the Sky 2.0" در سال ۲۰۲۰ عرضه گردید. هفتمین آلبوم گروه، با نام "Pawns & Kings" در تاریخ ۱۴ اکتبر ۲۰۲۲ منتشر شد.
تا سال ۲۰۲۳، آلتر بریج بیش از ۵ میلیون نسخه آلبوم در سراسر جهان به فروش رسانده است.

## سبک موسیقیایی
موسیقی آلتر بریج اغلب با عباراتی چون "سنگین، اما ملودیک" توصیف می‌شود. آثار آن‌ها در دسته‌بندی ژانرهای مختلفی قرار گرفته است که از جمله آنها می‌توان به "هارد راک"، "موسیقی هوی متال"، "آلترناتیو متال"، "پراگرسیو متال"، "آلترناتیو راک" و "پست‌گرانج" اشاره کرد؛ در عین حال عناصری از "پراگرسیو راک"، "ترش متال" و "راک کلاسیک" نیز در آثارشان دیده می‌شود.
ترانه‌ها و موسیقی آلتر بریج به صورت مشترک توسط "مایلز کندی" و "مارک ترمونتی" نوشته می‌شود و تنظیم قطعات توسط خود گروه انجام می‌گیرد؛ با این حال، ترانه‌های آلبوم اول گروه، "One Day Remains" عمدتاً توسط ترمونتی نوشته شده بود. در دو آلبوم اول گروه، مضامینی چون "امید، غلبه بر پشیمانی، اندوه، تنهایی، درد و اعتیاد" به چشم می‌خورد. در سومین آلبوم آن‌ها، "AB III" این مضامین رنگ و بویی تیره‌تر به خود می‌گیرند و ترانه‌ها بیشتر حول محور "کشمکش با ایمان و از دست رفتن معصومیت" می‌چرخند.
این گروه به‌خاطر اجراهای زنده‌ی قدرتمندش شناخته می‌شود. هرچند آن‌ها معمولاً در خارج از بریتانیا در سالن‌های بزرگ مثل آرناها و آمفی‌تئاترها اجرا نمی‌کنند و ترجیح می‌دهند در سالن‌های کوچک‌تر مانند "House of Blues" به روی صحنه بروند؛ این موضوع از ابتدا در اهداف آن‌ها بوده است. مایلز کندی در مصاحبه‌ای با "Artistdirect" گفته بود:
"ما قطعاً یک گروه زنده هستیم. همه‌چیز برای ما به اجرای زنده خلاصه می‌شود. ما آلبوم می‌سازیم تا بتوانیم برای مردم اجرا کنیم."
در اجراهای زنده‌ی آلتر بریج، گاه مهمان‌های ویژه‌ای نیز روی صحنه به آن‌ها پیوسته‌اند؛ از جمله "اسلش"، "پل رید اسمیت"، "ولفگانگ ون هیلن" و "اریک فریدمن". همچنین چهره‌های سرشناسی چون "ادی ون هیلن"، "جیمی پیج" و "جان پل جونز (موسیقی‌دان)" نیز در کنسرت‌های این گروه حضور داشته‌اند. اجراهای زنده‌ی آلتر بریج معمولاً مورد تحسین قرار می‌گیرند.

## فعالیت‌های انسان‌دوستانه
در اوایل سال ۲۰۱۰، گروه آلتر بریج به همراه "بنیاد ویلچر  (Wheelchair Foundation)"، شرکت "DC3 Music Group" و هنرمندانی همچون "اسکات استپ" (خواننده گروه کرید)، "گادسمک"، "دیوید آرچولتا" و گروه "New Kids on the Block" در پروژه‌ای با نام "Plane to Haiti" مشارکت کردند؛ این طرح یک اقدام بشردوستانه برای کمک به قربانیان "زلزله هائیتی در سال ۲۰۱۰" بود.
همچنین در سال ۲۰۱۱، این گروه در مبارزه با سرطان سهیم شد و با کمک به سازمان "Play for Life" در جمع‌آوری کمک‌های مالی برای "مرکز پزشکی City of Hope" (یکی از مراکز پیشروی تحقیقاتی در زمینه سرطان) مشارکت کردند.

## افتخارات و جوایز
در اکتبر ۲۰۱۰، قطعه‌ی "Ties That Bind" از آلبوم "Blackbird" توسط مجله‌ی "Total Guitar" در رتبه‌ی "۴۱ آهنگ برتر گیتاری دهه" قرار گرفت. در همان سال، وب‌سایت "Ultimate Guitar Archive"، آلبوم "AB III" را در ماه دسامبر در جایگاه هفتم "بهترین آلبوم سال ۲۰۱۰" معرفی کرد.
در مارس ۲۰۱۱، سولو دوگانه‌ی گیتار در قطعه‌ی "Blackbird" توسط مجله‌ی "Guitarist" به عنوان "برترین سولو گیتار تمام دوران" انتخاب شد؛ بالاتر از قطعاتی از هنرمندانی چون "لد زپلین"، "گانز ان روزز"، "ون هیلن"، "پینک فلوید" و دیگر هنرمندان. مایلز کندی در واکنش به کسب این عنوان گفت که کمی با این ایده که این سولو به عنوان "بهترین" انتخاب شده، احساس راحتی نمی‌کند؛ با این حال، او و مارک ترمونتی هر دو اعلام کردند که از این افتخار خوشحال و سرافراز هستند.
سپس در مه ۲۰۱۱، گروه در نظرسنجی "Battle of the Fans" شبکه "Fuse TV"، رقبایی همچون "اونجد سون‌فولد"، "لینکین پارک"، "تری دیز گریس" و سایر هنرمندان را شکست داد. در این رقابت، تعداد آرا به "۷.۲ میلیون" رسید.
آلبوم اول آلتر بریج، "One Day Remains"، در زمان انتشار نقدهای متوسطی دریافت کرد و بسیاری از منتقدان صدای آن را بیش از حد شبیه آثار گروه قبلی "ترمونتی، مارشال و فیلیپس" یعنی کرید (Creed) دانستند. با این وجود، این آلبوم در ۸ نوامبر ۲۰۰۴ موفق به دریافت "گواهی طلای RIAA" شد و همچنان تنها آلبوم گروه است که به این موفقیت دست یافته است.
از آن زمان، آلبوم‌های بعدی گروه با تحسین گسترده روبرو شده‌اند. همچنین آلبوم زنده و فیلم کنسرت آن‌ها با نام "Live from Amsterdam" در سال ۲۰۰۹ مورد استقبال قرار گرفت. این اثر ابتدا از طریق "Amazon.com" منتشر شد و در تاریخ ۲۲ اکتبر ۲۰۰۹، در عرض تنها ۸ ساعت، در جدول "برترین ویدئوهای موسیقی و کنسرت" آمازون، با جهشی ۱۵۰۰۰ پله‌ای به جایگاه نخست رسید و بالاتر از هنرمندانی چون مایکل جکسون و بون جووی قرار گرفت و این جایگاه را برای چندین هفته حفظ کرد. این موفقیت در حالی به دست آمد که هیچ تبلیغ رسمی و حمایتی از سوی شرکت ضبط در کار نبود.

## اعضا
- مایلز کندی :خواننده, لیدگیتار, کیبورد
- مارک ترمونتی : خواننده, گیتار ریتم, کیبورد
- برایان مارشال : باس
- اسکات فیلیپس : درام

## آلبوم‌ها
- One Day Remains ۲۰۰۴
- Blackbird ۲۰۰۷
- AB III ۲۰۱۰
- 2013 Fortress
- Walk The Sky 2019